# Ana Casares Polo
Ana Casares Polo (Pamplona, 21 de juny de 1971) és una esportista navarresa que va competir en triatló. Va guanyar una medalla de bronze en el Campionat Mundial de Triatló d'Hivern de 2002, y una medalla de bronze en el Campionat Europeu de Triatló d'Hivern de 2015.
També ha competit a nivell nacional en marató, arribant a ser campiona d'Espanya en 2010.

## Palmarés internacional
| campionat Mundial | campionat Mundial  | campionat Mundial | campionat Mundial |
| any               | lloc               | medalla           | prova             |
| ----------------- | ------------------ | ----------------- | ----------------- |
| 2002              | Brusson (Itàlia)   | 3                 | relleus           |
| campionat Europeu |                    |                   |                   |
| any               | lloc               | medalla           | prova             |
| 2015              | Reinosa ( Espanya) | 3                 | individual        |